# Agrotis leroyi
Agrotis leroyi là một loài bướm đêm trong họ Noctuidae.